# Hippocampus ingens
Hippocampus ingens is een  straalvinnige vissensoort uit de familie van zeenaalden en zeepaardjes (Syngnathidae). De wetenschappelijke naam van de soort is voor het eerst geldig gepubliceerd in 1858 door Girard.
Dit zeepaardje komt voornamelijk voor aan de kust van Nieuw-Zeeland. Dit is de grootste onder de zeepaardjes: deze soort is voornamelijk bruin en heeft, met gekrulde staart, een lengte van 20 cm. 
De soort staat op de Rode Lijst van de IUCN als Kwetsbaar, beoordelingsjaar 2017. De omvang van de populatie is volgens de IUCN dalend.